# جيمس ماكميلين
جيمس ماكميلين (8 مارس 1914 - 22 أغسطس 2005) هو كان مجدف أمريكي، حصل على الميدالية الذهبية في الألعاب الأولمبية الصيفية 1936.